# ギッサール
ギッサール（タジク語: Ҳисор、英: Hisor、Hissar、Gissar）は、タジキスタン西部の町。共和国直轄地内のギッサール地区の中心地でもある。
首都ドゥシャンベから西へ15kmほど、海抜は約800mで、北にはギッサール山地が、南にはババタグ山地とアクタウ山地が聳え、コファルニホン川の支流のカナカ川が流れる。人口は2002年の時点で2万2961人で、そのうちタジク人が81.6%を占め、次いでウズベク人が12.3%、ロシア人が3.6%となっている。街には大きな砦があり、キュロス2世の時代には21回も占領され、東ブカラの支配者が冬の間暮らした。
1993年6月26日に市として認められた。